# Ville-Houdlémont
Ville-Houdlémont is een plaats en gemeente in het Franse departement Meurthe-et-Moselle (regio Grand Est) en telt 566 inwoners (2004). De plaats maakt deel uit van het arrondissement Briey.

## Geografie
De oppervlakte van Ville-Houdlémont bedraagt 6,1 km², de bevolkingsdichtheid is 92,8 inwoners per km².
Houdlémont is een buurtschap ten zuidoosten van de hoofdplaats van de gemeente.
De onderstaande kaart toont de ligging van Ville-Houdlémont met de belangrijkste infrastructuur en aangrenzende gemeenten.

## Demografie
Onderstaande figuur toont het verloop van het inwonertal (bron: INSEE-tellingen).